# Charles Olivieri-Munroe
Charles Olivieri-Munroe (ur. 1969 na Malcie) – maltańsko-kanadyjski dyrygent. W latach 2015–2021 pełnił funkcję dyrektora artystycznego Filharmonii Krakowskiej.

## Życiorys
Charles Olivieri-Munroe oczarowuje wyobraźnię słuchaczy „połączeniem talentu i charyzmy” („The New York Times”) oraz „pasją do czystości brzmienia orkiestry” („Toronto Star”) popartą niezwykłą zdolnością do łączenia różnych odbiorców. Był dyrektorem artystycznym i głównym dyrygentem Orkiestry Filharmonii Krakowskiej (2015–2021), a także głównym dyrygentem Orkiestry Filharmonii Südwestfalen w Niemczech (2011–2018). W dalszym ciągu zajmuje stanowisko honorowego głównego dyrygenta Filharmonii Północnoczeskiej w Teplicach, z którą jest związany od 1997 roku. Od 2005 roku Olivieri-Munroe jest dyrygentem rezydentem w Texas Round Top Festival Institute. Zajmował także stanowisko Głównego Dyrygenta Festiwalu Colorado „Crested Butte” (2008), oraz dyrektora artystycznego Orkiestry Symfonicznej Inter-Regionales w Niemczech (2008). Był dyrygentem Orkiestry SymfonicznejRadia Słowackiego w Bratysławie (2001–2004), a także drugim dyrygentem Filharmonii Brneńskiej (1995–1997). Współpracował z Orkiestrą Symfoniczną z Karlsbadu (1993–1995). Wcześniej Charles Olivieri-Munroe regularnie pojawiał się wśród najpoważniejszych orkiestr na całym świecie, w tym Israel Philharmonic, Montreal Symphony Orchestra, Toronto Symphony Orchestra, New World Symphony, Kyoto Symphony Orchestra, Sydney Symphony Orchestra, Berlin Deutsches Symphonie-Orchester, St Petersburg Philharmonic, Filharmonia Narodowa w Rosji, Monachium Symphony Orchestra, Stuttgart Philharmonic, Danish Radio Symphony, Filharmonia Czeska, Budapest Symphony Orchestra, Filharmonia Narodowa w Warszawie, Królewska Brussels Philharmonic, i wiele innych.
W operze Charles Olivieri-Munroe zadebiutował w 2001 roku dyrygując Falstaffa Verdiego w Berlińskiej Komische Oper. Poprowadził także Don Giovanniego Mozarta w Mediolanie oraz Aidę Verdiego na festiwalu w Lago di Comoi jednocześnie w Il Teatro Fenice w Wenecji. W Amsterdamie zaprezentował operową produkcję wraz z Holenderskim Baletem Narodowym zatytułowaną Body & Voice. W 2008 r. wystąpił w Praskim Teatrze Narodowym (Stabat Mater Dvořáka) oraz w 2009 roku w Praskiej Opery Narodowej (2009 Martin Gala). Jako dyrektor muzyczny z okazji 50-lecia Warszawskiej Opery Kameralnej poprowadził Rake’s Progres Strawińskiego. Jego australijski debiut dyrygencki odbył się w Operze w Sydney w 2013 roku. W lutym 2014 roku poprowadził cieszącą się dużym uznaniem Genoveva Schumanna w Teatrze Narodowym w Ostrawie. W Brnie poprowadził Diogenes Ilji Hurníka i Acis i Galatea Händla.
Urodził się na Malcie. Lata młodzieńcze spędził w Toronto. Grę na fortepianie studiował u Borisa Berlina w Królewskim Konserwatorium Muzycznym i na Uniwersytecie w Toronto. Trzykrotnie został laureatem stypendium rządowego w Ontario. Pozwoliło mu to wyjechać na studia dyrygenckie do Akademii Muzycznej im. L. Janáčka w Brnie, gdzie uczył się pod kierunkiem Otakara Trhlíka. Pracował również pod okiem Jiříego Bělohlávka. Uczestniczył w dwóch kursach wakacyjnych w L’Accademia Musicale Chigiana w Sienie. Współpracował tu z profesorami Ilją Musinem i Jurijem Tiemirkanowem. W 1997 roku odebrał grant od Rady Sztuki Kanady. Jego kariera dyrygencka rozpoczęła się od zwycięstw w międzynarodowych konkursach. Był laureatem pierwszej nagrody na Międzynarodowym Festiwalu Muzycznym Praska Wiosna w 2000 roku. Otrzymał także nagrodę wytwórni Supraphon Records, a także nagrody miasta Pragi i czeskiego radia. W 2013 roku Charles Olivieri-Munroe za osiągnięcia w muzyce i dyrygenturze został uhonorowany nagrodą Asian Pacific Brand Foundation. W latach poprzednich laureatami tej nagrody byli Steve Jobs, Nelson Mandela i Mark Zuckerberg i inni.
Charles Olivieri-Munroe, chwalony także jako akompaniator współpracował z takimi muzykami jak: Krystian Zimerman, Maksim Wiengierow, Mischa Maisky, Sol Gabetta, Ivan Moravec, Josef Suk, Joseph Calleja.
Nagrywa dla takich wytwórni jak SONY, RCA, Red Seal, SMS Classical, Naive Records.

## Kariera w datach
- 1993–1995 – zostaje dyrygentem w Orkiestrze Symfonicznej w Karlowych Varach.
- 1995–1997 – jako drugi dyrygent współpracuje z Orkiestrą Filharmonii Brnie.
- 1997–2014 – jest głównym dyrygentem Orkiestry Filharmonii Północnoczeskiej w Teplicach[5].
- 2001–2004 – otrzymuje stanowisko głównego dyrygenta Słowackiej Radiowej Orkiestry Symfonicznej w Bratysławie[6].
- 2008 – jest zatrudniony jako dyrektor artystyczny Orkiestry Symfonicznej Inter-Regionales w Niemczech[7].
- 2008 – zostaje głównym dyrygentem festiwalu „Crested Butte” w Kolorado[8].
- 2011 – pracuje jako główny dyrygent Orkiestry Filharmonicznej Südwestfalen w Niemczech[9].
- 2014 – otrzymuje tytuł i stanowisko honorowego głównego dyrygenta Orkiestry Filharmonii Północnoczeskiej w Teplicach[5].
- 2015–2021 – dyrektor artystyczny i główny dyrygent Orkiestry Filharmonii Krakowskiej[10]

## Opera
- 2015 – Berg: Wozzeck – Opera Bałtycka, Gdańsk
- 2015 – Puccini: Ballo in Maschera – Arena di Verona
- 2014 – Schumann: Genoveva – Czech National Opera, Dvorak Theatre Ostrava
- 2013 – Mozart: Don Giovanni – nagranie z Orkiestrą Filharmonii Północnoczeskiej, Teplice
- 2010–2012 – Stravinsky: Rake’s Progress – Warszawska Opera Kameralna – Dyrektor muzyczny
- 2010 – Verdi: Aida – Como Summer Festival, Italy
- 2008 – Verdi: Falstaff – Colorado Festival – Dyrektor muzyczny
- 2008 – Mozart: Don Giovanni – Opera w Mediolanie
- 2007 – Beethoven: Fidelio – Orkiestra Filharmonii Północnoczeskiej
- 2006 – Puccini: La Bohème – Netherlands Opera
- 2002 – Mozart: Così fan Tutte – La Fenice, Venice
- 2001 – Verdi: Falstaff – Komische Oper Berlin
- 2000 – Handel: Acis & Galatea – Brno Opera

Przedstawienia w latach 1990–2013
Mozart: Wesele Figara, Czarodziejski Flet, Puccini: Cyganeria, Weber: Wolny Strzelec, Verdi: La Traviatta, Janáček: Jenufa, Smetana: Sprzedana Narzeczona, Bizet: Carmen, Wagner: Śpiewacy Norymberscy, Pierścień Nibelunga (fragmenty).

## Kariera pedagogiczna
Praca ze studentami dyrygentury
- 2017 (wrzesień) – Międzynarodowy Konkurs Aeolus Wind Düsseldorf (Niemcy) – Przewodniczący Jury
- 2017 (październik) – Międzynarodowy Konkurs Śpiewaczy Gabrieli Beňačkovej (Czechy) – Członek Jury
- 2017 (listopad) – Międzynarodowy Konkurs im. Grzegorza Fitelberga Katowice (Polska) – Członek Jury
- 2015 (czrewiec i listopad), 2017 (sierpień) – Międzynarodowy Kurs Mistrzowski dla Dyrygentów (Czechy)
- 2009 i 2010 – Gustav Mahler – Kurs Mistrzowski, Jihlava (Czechy)
- 2009 (styczeń) – Beethoven – Kurs Mistrzowski, Teplice (Czechy)
- 2007 i 2001 – University of Toronto, Dyrygencki Kurs Mistrzowski (Kanada)
- 2007 (kwiecień) – Międzynarodowe Warsztaty dla Dyrygentów Teplice (Czechy) – Członek kadry nauczycielskiej
- 2006–2016 – Prague Academy of Music – Katedra Dyrygentury (Czechy) – Profesor Nadzwyczajny
- 1998–2013 – Przewodniczący Jury Konkursu Studenckiego Konserwatorium w Teplicach (Czechy)
- 2006 (październik) – „Muse” Music Competition Santorini (Grecja) – Członek Jury
- 2003–2006 – Teplice SCF (Czechy) – Korepetytor studentów/asystent dyrygenta
- 2001–2003 – Bratislava (Czechy) nauczyciel studentów zagranicznych/asystent na SOSR
- 2001 (luty) – University of Toronto (Kanada) Kurs Mistrzowski dla Dyrygentów
- 1995–1997 – Brno (Czechy) – Asystent Profesora Otakara Trhlika

Praca z zespołami studenckimi
- 2008 – Bavarian Youth Orchestra
- 2008,07,06,05,04 – International Festival Institute at Round Top, Texas
- 2006 (marzec) – Oregon Pacific Student Choir
- 2006 (marzec) – Portland (Oregon) Suzuki Children’s Orchestra
- 2005 (kwiecień) – Landesjugendorchester Berlin
- 2003 (kwiecień) – HAMU (Prague) Student Orchestra
- 1995 – JAMU (Brno) Student Orchestra

## Nagrody i wyróżnienia
- 2013 (listopad) – Brand Personality Award 2013 Asia Pacific Brands Foundation
- 2000 (maj) – Pierwsza Nagroda w Prague Spring International Music Festival Conducting Competition (Czechy)
- 2000 (maj) – Trzecia Nagroda Nicolai Malko International Competition, Copenhagen (Dania)
- 1999 (wrzesień) – Złoty Medal w Lovro von Matačić Conducting Competition, Zagreb (Chorwacja)
- 1999 (grudzień) – Trzecia Nagroda w VI Międzynarodowym Konkursie Grzegorza Fitelberga, Katowice (Polska)
- 1999 (wrzesień) – Druga Nagroda w VIth Antonio Pedrotti International Competition for Conductors, Trento (Włochy)
- 1997 (kwiecień) – Award Recipient of $20,000 Career Grant from the Canada Council for the Arts (Kanada)
- 1996 (październik) – Pierwsza Nagroda w VIth Dinu Niculescu International Competition for Conductors (Rumunia)
- 1996 (sierpień) – Winner Rotary International Prize for best conductor at Accademia Musicale Chigiana in Siena (Włochy)
- 1995, 1993 i 1992 – trzykrotnie otrzymuje Chalmers Award ($10,000) by the Ontario Arts Council

## Nagrania
Współpracuje z wydawcami muzycznymi SONY, RCA Red Seal, NAXOS, SMS Classical oraz Naive Records.
| Album | Data                 | Wydawca                                   |
| --- | -------------------- | ----------------------------------------- |
| Berlioz Symphonie Fantastique Philharmonie Südwestfalen, CD | 2016                 | WDR                                       |
| Dvorak, Suk, Vorisek, Philharmonie Südwestfalen, CD | 2015                 | WDR                                       |
| Cello Concertos, Czech Philharmonic Orchestra, CD | 2011                 | SONY-Classical                            |
| Double Violin Concertos (Natasha Korsakova, Manrico Padovani), North Czech Phil., CD                                                                                      | 2011                 | NAÏVE label                               |
| Daniel Lee | 16 kwietnia 2011     | Sony Music Entertainment Korea Inc        |
| Natasha Korsakova Plays Gershwin & More | 26 marca 2010        | Arizona University Recordings, LLC        |
| Sol Gabetta: Cantabile | 30 stycznia 2009     | Sony BMG Music Entertainment Germany GmbH |
| A Voice Not Stilled | 2009                 |                                           |
| Opera excerpts, CD recordings (soloist – Sol Gabetta). Prague Philharmonic                                                                                                | 2008                 | SONY-BMG                                  |
| Trumpet Concertos (soloist – Niklas Eklund), Czech Philharmonic | 2008                 | SONY-BMG                                  |
| Complete Dvorak Concert Overtures & Dohnanyi: 5 Works for Orchestra, Leipzig Symphony Orchestra MDR                                                                       | 2008                 | Mitteldeutscher Rundfunk                  |
| Ciné musique (Live a l’Olympia) Orchestre Philharmonique De Prague | 10 października 2008 | CD-Live                                   |
| Weber Concertos for Clarinet and Orchestra Hakan Rosengren, Charles Olivieri-Munroe & North Czech Philharmonic                                                            | 15 sierpnia 2008     | SMS Classical                             |
| Gary Papach: Opera – The Last Leaf, DVD live recording, North Czech Philharmonic                                                                                          | 2006                 |                                           |
| Rachmaninov: Symphonic Dances; Dvorak: Violin Concerto (soloist – Vaclav Hudecek),Czech Radio Symphony Orchestra                                                          | 2004                 | Czech Radio edition                       |
| Complete Mendelssohn Symphony Cycle for CD, Slovak Radio Symphony Orchestra                                                                                               | 2002-2004            | Slovak Radio edition                      |
| Saint-Saens: Symphonic Poems for CD, Slovak Radio Symphony Orchestra | 2003                 | Slovak Radio edition                      |
| French Horn recordings with Radek Baborak (solo hornplayer – Berliner Philharmoniker), Slovak Radio Symphony Orchestra                                                    | 2003                 | Slovak Radio edition                      |
| Murray Schaffer: Flute Concerto (soloist – Christopher Hutchins, Montreal Symphony Orchestra) CBC Radio broadcast, Kitchener-Waterloo Symphony Orchestra                  | 2003                 | CBC                                       |
| Ilja Hurnik: Sinfonietta, recording for radio, Janacek Philharmonic Orchestra                                                                                             | 2002                 | Czech Radio edition                       |
| Conducting debut concert in Berlin, Deutche Radio Symphony Orchestra – Live radio broadcast carried internationally (including Smetana: Sarka and Respighi: Feste Romane) | 2001                 | Deutsche Radio – live                     |
| Szymanowski and Karlowicz: shorter works recorded for radio, National Polish Radio Orchestra Katowice                                                                     | 2000                 | NOSPR                                     |
| Schumann: Cello Concerto (soloist – Jeremy Findlay) CD Recording, North Czech Philharmonic                                                                                | 1999                 |                                           |
| BONJIU KOO Shostakovich: Violin Concerto & Sonata |                      | SONY-Classical                            |

## Życie prywatne
Od roku 2000 jest żonaty z Annabelle Diamantino. Ma dwoje dzieci – Kirana (2003) i Niko (2005).